# لو لي
لو لي (بالصينية: 陸莉) هي لاعبة جمباز فني صينية، ولدت في 30 أغسطس 1976 في تشانغشا في الصين.

## وصلات خارجية
- لو لي على موقع الاتحاد الدولي للجمباز (licence) (الإنجليزية)
- لو لي على موقع الاتحاد الدولي للجمباز (biography) (الإنجليزية)
- لو لي على موقع أوليمبيديا (الإنجليزية)
- لو لي على موقع اللجنة الأولمبية الصينية (الإنجليزية)